# Sverige-Norge-Skånelandene
Sverige-Norge-Skånelandene var en personalunion af tre riger. Magnus Eriksson Smek blev i 1319 valgt til konge af Norge og Sverige, og var dengang kun tre år gammel. Da han i 1332 blev myndig blev han hyldet som konge af Skånelandene efter at han først havde betalt Skånelandenes panthaver Johan af Holsten den store sum af 34.000 mark sølv (opgjort i vægt ca. 6 tons), for den danske provins. Valdemar Atterdag var samtidig ved at gensamle det pantsatte Danmark til en enhed, hvor Skånelandene var en vigtig del. Efter tre års krig måtte han imidlertid ved freden i Varbjerg 1343 anerkende Magnus Smeks besiddelse af Skånelandene, men i 1360 lykkedes det Valdemar at efter diverse intrigespil og med våbenmagt at tilbagelevere den østdanske del af riget til moderlandet.